# Trichodorcadion
Trichodorcadion is een kevergeslacht uit de familie van de boktorren (Cerambycidae). De wetenschappelijke naam van het geslacht werd voor het eerst geldig gepubliceerd in 1942 door Breuning.

## Soorten
Trichodorcadion omvat de volgende soorten:
- Trichodorcadion dubiosum Breuning, 1954
- Trichodorcadion gardneri Breuning, 1942